# ابن أمير حاج
شمس الدين أبو عبد الله محمد بن محمد الحلبي الحنفي المعروف بـابن أمير حاج وأيضا ابن المُوقِّت (1422 - 1474) عالم مسلم شامي في القرن الخامس عشر ميلادي/ التاسع الهجري. ولد في حلب وتعلم بها وبحماة والقاهرة وحج مراراً وجاور وأفتى وأقرأ وأقام ببيت المقدس ومات بحلب. هو فقيه حنفي، أصولي، مفسّر ومن أعلام القرن التاسع الهجري. له ذخيرة القصر في تفسير سورة والعصر والتقرير والتحبير وحلية المجلي ومنارُ البيان لجامع النُّسُكين بالقرآن.

## سيرته
هو محمد بن محمد بن محمد بن حسن بن علي بن سليمان بن عمر بن محمد الشَّمس الحلبي المعروف بابن أمير حاج ( فهو لقبُ جدِّه) ويقال له ابن الموقت، أبو عبد الله، شمس الدين، ولد في حلب سنة 825 هـ/ 1422 م وتعلم بها، فحفظَ بها القرآن، والأربعين النوويَّة، وتصريف العزِّي، والجرجانية، وغيرها، كما درسَ الفقهَ، والنحو، والصرف، والمعاني، والبيان، والمنطق، انتقل بعدها إلى حماة، تلا ذلك انتقاله إلى القاهرة، فدرس بها ألفيَّة العراقي، والفقه، وأصوله. جلسَ بعد ذلك للإقراء، كما قام بالإفتاء بعد إذن شيوخه له، ثمَّ جاور بمكَّة سنة 878 هـ وجلس بها للإقراء والإفتاء، ثمَّ انتقل إلى بيت المقدس التي جلس بها شهرين، ثمَّ رجع إلى بلده «بسبب ما وجد في مكَّة وبيت المقدس من المعاند التي واجهته.»

توفِّي بحلب بعد مرضٍ ألمَّ به في رجب سنة 879 هـ/ 1474 م، بعد وفاةِ زوجه بأربعين يومًا.

## مؤلفاته
- ذخيرة القصر في تفسير سورة والعصر
- التقرير والتحبير ثلاث مجلدات، في شرح التحرير لابن الهمام، في أصول الفقه
- حلية المجلي فقه .
- منارُ البيان لجامع النُّسُكين بالقرآن
- شرح مُنية المصلِّي